# Libres del miedo y otros escritos
Libres del miedo y otros escritos (Freedom from Fear and Other Essays) fue publicado en español por Galaxia Gutenberg en 1994. Es el libro clave de Aung San Suu Kyi. Lo editó su marido, el profesor oxoniense Michael Aris, en 1991 y fue ampliado en 1995. 
Muestra la evolución moral, intelectual y en definitiva personal de Aung San Suu Kyi. Describe con acierto y perspicacia algunos de los aspectos más relevantes de la historia, la cultura, la lucha por la democracia y la sociedad birmanas, de modo que también sirve a modo de introducción a ese país. Asimismo, cuenta con la contribución de algunas amistades, especialistas y personalidades relevantes en la lucha por los derechos humanos, las libertades cívicas y la paz, como Václav Havel y Desmond Tutu.
- Datos: Q16250761